# Doumea stilicauda
Doumea stilicauda és una espècie de peix pertanyent a la família dels amfílids i a l'ordre dels siluriformes.

## Descripció
El seu cos, allargat, fa 17,5 cm de llargària màxima. Els mascles tenen l'anus i el porus genital a mig camí entre la base de les aletes pelvianes i la vora anterior de l'origen de les pelvianes. Les femelles, en canvi, tenen les mateixes obertures una mica més a prop de la base de les pelvianes. Línia lateral contínua. Es diferencia de totes les altres espècies del seu gènere (tret de Doumea chappuisi i de Doumea reidi) per tindre les apòfisis vertebrals dorsolateral i ventrolateral esteses a través de la dermis formant com una mena de crestes òssies longitudinals des d'una mica abans de la base de l'aleta adiposa fins a la base de l'aleta caudal i, també, des de l'origen de l'aleta anal fins a la base de l'aleta caudal. Les susdites apòfisis tenen forma de barres longitudinals amb les superfícies lleugerament ondulades i formen crestes longitudinals irregulars. Es distingeix de Doumea chappuisi i de Doumea reidi per la seua longitud predorsal, per la longitud del cap i per la llargada i altura del peduncle caudal.

## Hàbitat i distribució geogràfica
És un peix d'aigua dolça, demersal i de clima tropical, el qual viu a Àfrica: és un endemisme del riu So'o (un afluent del riu Nyong al Camerun).

## Observacions
És inofensiu per als humans i el seu índex de vulnerabilitat és baix (11 de 100).